# Dianne Wiestová
Dianne Wiestová (* 28. březen 1948, Kansas City, Missouri, USA) je americká herečka, která se po divadelních úspěších na Broadwayi stala i uznávanou filmovou a televizní herečkou. Je známá z filmů Woodyho Allena či z fantasy komedie Tima Burtona Střihoruký Edward. Je dvojnásobnou držitelkou Oscara za nejlepší ženský herecký výkon ve vedlejší roli.

## Život
Otec, Bernard John Wiest, byl psychiatrický sociální pracovník americké armády, matka Anne Stewartová byla zdravotní sestra ze skotské obce Auchtermuchty. Seznámili se během druhé světové války v Alžírsku. Po skončení války se rodiče vrátili do USA. Má dva mladší bratry, Grega a Dona.
Kvůli otcově práci se rodina často stěhovala, základní vzdělání ukončila v Norimberku. Původně chtěla být baletkou, ale nakonec vyhrálo divadlo. Už na škole si učitel všiml jejího talentu a začala hrát ve školním divadle.
Po návratu do USA se zapsala na Marylandskou univerzitu, kde promovala v roce 1969 v oboru Arts and Sciences. Následně se stala členkou American Shakespeare Company, se kterou absolvovala turné po USA i v zahraničí.
Svůj soukromý život si hlídá a moc se o něm neví. Několik let žila s agentem Samem Cohnem. Má dvě osvojené dcery, Emily (* 1987) a Lily (* 1991).. Žije s nimi v New Yorku v Upper West Side.

## Divadlo
Dianne Wiestová debutovala v divadle koncem šedesátých let ve hře Ashes, v produkci American Shakespeare Company na Shakespeare Festival v New Yorku.
Její první hlavní rolí byla postava Heddy Gablerové v Ibsenově stejnojmenné hře, v Long Wharf Theatre v New Havenu.
Na Broadwayi debutovala v roce 1971 ve hře Solitaire / Double Solitaire od Roberta Andersona. Následně dostala smlouvu v regionálním divadle "Arena Stage" ve Washingtonu. Během čtyř let kromě jiných hrála v Albeeho Kdo se bojí Virginie Woolfové?, ve Wilderově hře Our Town, Gorkého Na dně či Shawově hře Heartbreak House. Se společností též absolvovala turné po SSSR.
Průlomovou v její divadelní kariéře byla hra The Art of Dinning v roce 1980. Za svůj výkon získala tři ceny: Obie Award, Theatre World Award a Clarence Derwent Awards. Dalším úspěchem byla hlavní ženská role po boku Johna Lithgowa ve hře Beyond Therapy od Christophera Duranga v roce 1982 (která byla roku 1987 zfilmována s Julie Hagertyovou a Jeffem Goldblumem). Za herecké výkony v nebroadwayské produkci Serenading Louie a Other Places získala v roce 1984 další Obie Award.
Přestože hru After the Fall, kterou napsal Arthur Miller pro svou manželku Marilyn Monroe, předtím nečetla, vyhrála v roce 1984 casting na postavu Maggie. Její výkon po boku Franka Langella nadšeně přijali diváci i kritika.
Ve své kariéře hrála různé charaktery. Ztvárnila různé klasické úkoly jako Desdemonu po boku Jamese Earla Jonese jako Othella či Heddu Gablerovou ve stejnojmenné hře Henrika Ibsena.
V létě roku 1993 hrála spolu s Frances Conroyovou a Liev Schreiberem na Broadwayi ve hře In the Summer House. Její interpretaci dominantní Mrs. Eastman Cuevasové divadelní kritik David Richards v New York Times popsal jako "odvážnou".

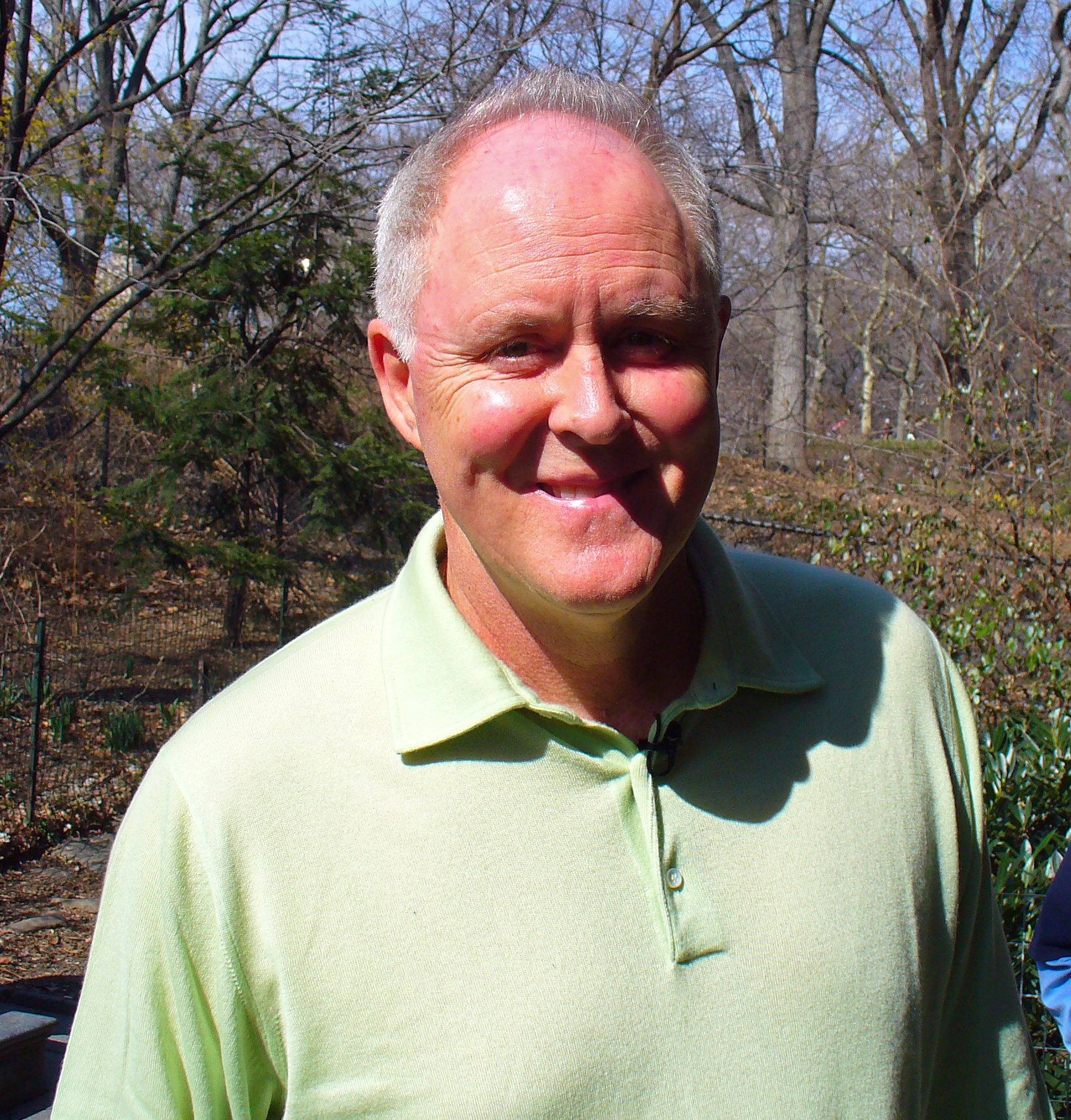
John Lithgow, častý divadelní partner

V čtení hry Oscara Wildea Salome o životě biblické Salome ztvárnila Herodias. Jejími partnery byly Marisa Tomeiová jako Salome, Al Pacino jako Héródés Antipas a David Strathairn jako Jokannan v režii Estelle Parsonsové.
V roce 2005 se představila jako Mimi v Memory House, hře o problémech a různých pohledech dvou generací na svět na příkladech matky a její dcery v teenagerském věku. Charles Isherwood v New York Times napsal, že její "srdečné, okouzlující hraní" dává hře o napjatých situacích mezi dvěma ženami zajímavý obsah. Herečka navíc získala sympatie publika pro citlivé podtóny příběhu.
V úspěšné komedii Third od Wendy Wassersteinové hrála v témže roce po boku Charlese Durninga, Jasona Rittera a Gaby Hoffmanové silnou, ale zranitelnou profesorku.
V roce 2008 hrála v Čechovově hře Racek a současně působila i jako herecká manažerka. V této funkci mimo jiné zajišťovala spolupráci s ruským režisérem Vjačeslavem Dolgačevem, uměleckým šéfem moskevského New Drama Theater.
Wiestová přivedla do týmu designéra Santo Loquasta, protože znala a vážila si jeho práce scénografa a kostýmního výtvarníka pro filmy Woody Allena. Provedení hry bylo velmi úspěšné a kritici chválili Wiestové "portrét nepřirozeně dívčí Arkadinové".
V zimní sezóně 2008/2009 slavila úspěch u publika s rolí ve hře All our Sons. Opět to byla hra od Arthura Millera, ve které hrála po boku Johna Lithgowa a Patricka Wilsona. Hra poutala pozornost tisku zejména kvůli účinkování Katie Holmesové, ale kritik Tom O'Neil ve své recenzi jasně uvedl, že to obě "broadwayské legendy" Wiestová a Lithgow dělají představení pozoruhodným.

## Film
Poté, co se deset let etablovala jako divadelní herečka, zkusila i film. Debutovala v roce 1980 malou rolí ve filmu Jsem na řadě (It's My Turn) po boku Michaela Douglase a Beverly Garlandové. Následovaly další vedlejší role, jako například v roce 1982 terapeutka hlavní postavy v podání Jill Clayburghové v Tančím, jak nejrychleji dovedu (I'am Dancing as Fast as I Can). V roce 1984 byla matkou Lori Singerové a manželkou svého divadelního kolegy Johna Lithgowa v tanečním filmu Footloose režiséra Herberta Rosse, ve stejném roce též nejlepší přítelkyní Meryl Streepové ve filmu Zamilován.
V roce 1985 si jí všiml Woody Allen a obsadil ji do malé role prostitutky ve svém filmu Purpurová růže z Káhiry. Její výkon přesvědčil režiséra a obsadil ji znovu roku 1986 do svého projektu Hana a její sestry. Hrála neurotickou Holly, sestru Hannah (v podání Mii Farrowové), budoucí herečku a majitelku cateringové společnosti, která stále naráží na nesprávné muže. Nakonec si vezme neplodného manžela své sestry (jehož hrál Woody Allen), načež, nevěda o manželově neplodnosti, otěhotní (není jasné s kým). Allen dokázal zkušenou divadelní herečku přivést ke stejně brilantnímu výkonu jako na divadelních prknech. Za svůj výkon získala Oscara pro nejlepší herečku ve vedlejší roli.
V roce 1987 spolupracovala s Allenem znovu a hned dvakrát. V autobiografické komedii Zlaté časy rádia ztělesnila tetu mladého hrdiny, Allenova alter ega Joe Needlemana (v podání Setha Greena). V dramatu Září ztvárnila osamělou domácí paní a matku, která má na víkendu v prázdninovém domě své přítelkyně Lane (Mia Farrow) aféru se spisovatelem Petrem (Sam Waterston), který je zamilovaný do Lane. Skutečnost, že Woody Allen oba filmy inscenoval jako divadelní hru, bylo hereckému výkonu jeho nového "člena rodiny", jak říká režisér svým kmenovým hercům, velmi ku prospěchu.
V následujících letech hrála postavy matek v mnoha komediích. V Zářivých světlech velkoměsta (Bright Lights, Big City) hrála ve vzpomínkách Michaela J. Foxe jeho matku trpící rakovinou. V kriminální komedii Susan Seidelmanové Cookie hrála matku Emily Lloydové a milenku kmotra Dominica Capisca (Peter Falk). Její ztvárnění exaltované mafiánské nevěsty a současně pečlivé matky, která chce svou dceru držet daleko od mafie, zhodnotil Roger Ebert v deníku Chicago Sun-Times jako "velmi originální".
V režii Rona Howarda ztělesnila ve filmu Rodičovství (Parenthood) po boku Steve Martina samoživitelku Helen Buckmannovou, která má plné ruce práce se svou pubertální dcerou Julií (Martha Plimptonová) a synem Garrym (Joaquin Phoenix), náchylným k násilí. Kritici Wiestovou za "realistické zobrazení" chválili a byla nominována na Oscara a Zlatý glóbus.
V režii Tima Burtona hrála v roce 1990 ve fantasy tragikomedii Střihoruký Edward prodejkyni kosmetiky Peg, která na poradním turné najde umělého člověka Edwarda (Johnny Depp) ve starém zámku a vezme si ho domů. Její pokus integrovat muže s nůžkami místo prstů na rukou do společnosti malého města však skončí neúspěšně a Peg musí uznat, že osamělý život na zámku je pro něj lepší.
V režijním debutu herečky Jodie Fosterové Človíček Tate z roku 1991 ztvárnila vědkyni Jane Griersonovou, která se pokusí malého génia Freda Tatea využít ve své show. Narazí však na odpor jeho matky Dede, což způsobí přetahování se o chlapce mezi oběma ženami.
Šest let po poslední spolupráci napsal Woody Allen své kmenové herečce roli na tělo. Postava Helen Sinclairové v komedii Výstřely na Broadwayi z roku 1994, jež se odehrává se v 20. letech 20. století, ničím nepřipomíná "milé matky" a "nasládlé" ženské charaktery předešlých let. Wiestová sama označila Allena za "režiséra, který jí umí nejlépe vybrat netypické úkoly a nést riziko".
 Pro postavu alternující divadelní divy použila hluboký hlas, který dosud využívala jen na divadle, aby vyjádřila hrdinčinu nadměrnou spotřebu alkoholu a cigaret. Za ztvárnění často nadávající herečky, která má aféru s mladým režisérem Davidem Shayneom (John Cusack), získala v roce 1995 svého druhého Oscara za vedlejší postavu i další ceny. Tímto pátým společným filmem s Woody Allenem se stala jeho třetí nejobsazovanější herečkou, po Mie Farrowové a Diane Keatonové.
Svůj komediální talent znovu potvrdila jako manželka senátora Louise Keeleyho ve filmu Ptačí klec z roku 1996. V remaku francouzského originálu La Cage aux Folles z roku 1978 v režii Mike Nicholse byly jejími partnery Robin Williams, Gene Hackman a Nathan Lane. Za další postavu matky ji kromě jiných chválil James Berardinelli a získala několik cen.
Ve stejném roce hrála po boku Whoopi Goldbergové v režii Donalda Petrieho ve filmu Spiklenci (The Associate) sekretářku, která umí mnohem více než jen ťukat na stroji. Spolu se svou šéfkou dobude mužský svět financí a burzy v New Yorku. Filmový kritik Peter Stack byl jejím výkonem velmi okouzlen.
Herec a režisér Griffin Dunne ji v roce 1998 obsadil do filmu Magická posedlost podle románu Practical Magic od Alice Hoffmanové po boku Sandry Bullockové, Nicole Kidmanové a Stockard Channingové. Čtyři herečky ztělesnily tři generace zatracené rodiny čarodějnic.
O dva roky později hrála znovu čarodějnici, špatnou královnu, v pětidílné televizní fantasy Desáté království na motivy různých pohádek bratří Grimmů přenesených do současnosti.
V roce 2000 se znovu setkala před kamerou se Samem Waterstonem jako státní zástupkyně Nora Lewinová v seriálu Zákon a pořádek a byla spolu s kolegy dvakrát nominována na Cenu Sdružení filmových a televizních herců.
V rodinném dramatu Jmenuji se Sam z roku 2001 byli její hereckými partnery Sean Penn, Michelle Pfeifferová a Dakota Fanningová. Ztvárnila agorafobií trpící sousedku duševně postiženého Sama, který bojuje o získání dcery do své péče. Stejně jako jiné postavy musí i ona překonat svůj strach kvůli svědectví v soudní síni.
Následně hrála v nezávislých filmech Not Afraid, Not Afraid, ve francouzské produkci Merci Docteur Rey s Jane Birkinovou a Bulle Ogierovou a ve filmu Průvodce k rozpoznání tvých svatých (A Guide to Recognizing Your Saints). Tento film byl natočen podle autobiografického románu Dito Montiela a byl prezentován na několika filmových festivalech. Na Festivalu Sundance získal herecký soubor (mezi jinými Robert Downey Jr., Chazz Palminteri a Rosario Dawsonová) cenu kritiky Special Jury Prize
V Dedication, režijním debutu herce Justina Therouxe hrála po boku Toma Wilkinsona a Mandy Mooreové malou vedlejší roli. V komedii Život podle Dana ztělesnila matku dvou bratrů (Steve Carell a Dane Cook), která chce pro svého ovdovělého syna Dana jen to nejlepší a chce ho znovu oženit. Kritici ohodnotili její výkon příznivě, jako "solidní".
V roce 2008 hrál v Synecdoche, New York po boku oscarového Philipa Seymoura Hoffmana a Samanthy Mortonové. Tragikomedie od Charlie Kaufmana byla poprvé uvedena na Festivalu v Cannes a byla ve hře o Zlatou palmu.
V letech 2008-2009 účinkovala v seriálu In Treatment  jako terapeutka Gina Tollová. Za tuto roli získala Cenu Emmy a byla nominována na televizní Zlatý glóbus za vedlejší roli.
V britské produkci vznikl snímek Rage, v němž ztvárnila obchodní ředitelku a bývalou majitelku módního domu, kterou během sedmi dnů natáčí mladý blogger Michelangelo. Neobvyklé dílo Sally Potterové mělo premiéru na Berlinale v roce 2009.
V roce 2010 se ve filmu Králičí nora (Rabbit Hole) opět setkala s Nicole Kidmanovou. V komedii Lawrence Kasdana z roku 2012 Darling Companion byly jejími partnery Kevin Kline a Diane Keatonová.

## Filmografie
| Rok  | Název                               | Role                            | Poznámky                                     |
| ---- | ----------------------------------- | ------------------------------- | -------------------------------------------- |
| 1980 | Jsem na řadě                        | Gail                            | v titulcích k filmu uvedena jako Diane Wiest |
| 1982 | Tančím, jak nejrychleji dovedu      | Julie Addison                   |                                              |
| 1983 | Face of Rage                        | Rebecca Hammil                  |                                              |
| 1983 | Independence Day                    | Nancy Morgan                    |                                              |
| 1984 | Zamilován                           | Isabelle                        |                                              |
| 1984 | Footloose                           | Vi Moore                        |                                              |
| 1985 | Purpurová růže z Káhiry             | Emma                            |                                              |
| 1986 | Hana a její sestry                  | Holly                           |                                              |
| 1987 | Zlaté časy rádia                    | Bea                             |                                              |
| 1987 | Září                                | Stephanie                       |                                              |
| 1987 | Ztracení chlapci                    | Lucy Emerson                    |                                              |
| 1988 | Zářivá světla velkoměsta            | paní Conwayová                  |                                              |
| 1989 | Rodičovství                         | Helen Buckman                   |                                              |
| 1989 | Cookie                              | Lenore Voltecki                 |                                              |
| 1990 | Střihoruký Edward                   | Peg Boggs                       |                                              |
| 1991 | Človíček Tate                       | Jane Grierson                   |                                              |
| 1994 | Výstřely na Broadwayi               | Helen Sinclair                  |                                              |
| 1994 | Poldové a zloději                   | Helen Robberson                 |                                              |
| 1994 | Skaut                               | doktorka H. Aaron               |                                              |
| 1995 | Drunks                              | Rachel                          |                                              |
| 1996 | Spiklenci                           | Sally Dugan                     |                                              |
| 1996 | Ptačí klec                          | Louise Keeley                   |                                              |
| 1998 | Magická posedlost                   | teta Bridget „Jet“ Owens        |                                              |
| 1998 | Zaříkávač koní                      | Diane Booker                    |                                              |
| 2001 | Jmenuji se Sam                      | Annie Cassell                   |                                              |
| 2002 | Merci Dr Rey!                       | Elisabeth Beaumont              |                                              |
| 2005 | Roboti                              | Lydia Copperbottom              | pouze dabing                                 |
| 2006 | Průvodce k rozpoznání tvých svatých | Flori Montiel                   |                                              |
| 2007 | Dedication                          | Carol                           |                                              |
| 2007 | Život podle Dana                    | Nana Burns                      |                                              |
| 2008 | Cestující                           | Toni                            |                                              |
| 2008 | Synecdoche, New York                | Ellen Bascomb / Millicent Weems |                                              |
| 2009 | Rage                                | paní Rothová                    |                                              |
| 2010 | Králičí díra                        | Nat                             |                                              |
| 2011 | Nadějný rok                         | Brenda Harris                   |                                              |
| 2012 | Drahoušek k zakousnutí              | Penny Alexander                 |                                              |
| 2012 | Neobyčejný život Timothyho Greena   | paní Crudstaffová               |                                              |
| 2014 | The Humbling                        | Carol Stapleford                |                                              |
| 2015 | Five Nights in Maine                | Lucinda                         |                                              |
| 2015 | Ségry                               | Deana Ellis                     |                                              |
| 2018 | Pašerák                             | Mary Stone                      |                                              |
| 2020 | I Care a Lot                        | Jennifer Peterson               |                                              |
| 2020 | Nechte je všechny mluvit            | Susan                           |                                              |